# Hyacinthe Thiandoum
Hyacinthe Thiandoum, född 2 februari 1921 i Poponguine, Senegal, död 18 maj 2004, var en senegalesisk ärkebiskop som var ärkebiskop av Dakar från 24 februari 1962 och ärkebiskop emeritus av Dakar från 16 juni 2000.
Thiandoum vigdes till präst i Dakar den 18 april 1949. Två år efter det reste han till Rom för att ta examen i filosofi och sociologi. Efter två år av studier reste han hem till Senegal och blev sockenpräst i Dakar-katedralen och kyrkoherde ett år senare. 
Thiandoum vigdes till ärkebiskop av påve Johannes XXIII den 24 februari 1962 och blev då ärkebiskop av Dakar. Den 16 juni 2000 blev han ärkebiskop emeritus av Dakar. Den 24 maj 1976 vigdes han till kardinal och blev ledamot av ett konsistorium. 